# Marcus Calpurnius Bibulus
Marcus Calpurnius Bibulus (? – Korfu közelében, Kr. e. 48 eleje) római politikus, a plebeius Calpurniusok nemzetségének tagja volt. Karrierje során végig Caesar ellenfele volt, akivel minden főbb hivatalán kollégaként osztozott. Rokoni viszonyai a többi korabeli Calpurniusszal nem tisztázottak. (Lásd még: Servilius család)

## Caesar kollégája
Kr. e. 65-ben aedilis curulis, Kr. e. 62-ben praetor, Kr. e. 59-ben pedig consul lett. A konzervatív optimaták nagy összegeket fektettek a megválasztásába, hogy megakadályozzák a Caesar-párti Lucius Lucceius hivatalszerzését. Bibulus azonban képtelen volt felvenni a harcot energikus ellenfelével: miután Caesar agrártörvényét sem tudta megcsáklyázni, visszavonult a közélettől és elzárkózott a házában. (Inaktivitása miatt azzal gúnyolódtak a kortársak, hogy a két consul abban az évben Iulius és Caesar.) Bibulus tevékenysége annyiban merült ki, hogy amikor kollégája népgyűlést hívott össze, értesítette, hogy madárjóslást tart, amikor elvileg tilos népgyűlést tartani – Caesar azonban nemigen törődött ezzel, ahogy Bibulus ellenfelei körében terjesztett és nagyra tartott írásműveivel sem, amelyekben elítélte kollégája intézkedéseit. Hivatali éve lejártakor nem kapott provinciát, így Rómában maradt, tovább küzdve Caesar és Pompeius ellen.

## Pompeius oldalán
Kr. e. 56-ban nagy szerepe volt benne, hogy a senatus megtagadta Pompeiustól XII. Ptolemaiosz Aulétész egyiptomi király restaurációjának lehetőségét, ám amikor a két hadvezér kezdett elhidegülni, Pompeius mellett foglalt állást, és ő javasolta Kr. e. 52-ben, hogy egyedüli consullá válasszák a Publius Clodius meggyilkolása miatt kitört anarchia orvoslására. Kr. e. 51-ben tartományhoz jutott azon pompeiusi törvény értelmében, amely megtiltotta, hogy bármely magistratus tartományi helytartóságot kapjon kevesebb, mint öt évvel hivatali évének lezárulta után, így a korábbiak között kellett sorsolni. Bibulusnak Syria jutott, ahova Marcus Licinius Crassus egy évvel ezelőtti katasztrofális hadjáratát követően betörtek a Parthus Birodalom seregei. Bibulus érkezése előtt röviddel a proquaestori rangú Caius Cassius Longinus megállította őket, a szomszédos Kilikiát igazgató Cicero pedig igyekezett gyorsan tudtára adni ismerőseinek, hogy Bibulusnak semmi része nem volt a diadalban. Utóbb keserűen panaszkodott, amikor a senatus húsznapos hálaadó ünnepséget (supplicatio) szavazott meg a proconsulnak „diadala” miatt. Bibulus tartománya élén töltött két évére mindazonáltal nem volt panasza, jelentős visszaéléseket, úgy tűnik, nem követett el.
Kr. e. 49-ben tért vissza nyugatra, amikor kitört Caesar és Pompeius polgárháborúja, Bibulus pedig utóbbi jón-tengeri flottájának vezetője lett. Caesar igyekezett kijátszani hajdani kollégájának figyelmét, és sikerrel át is juttatta seregét a Balkánra: Bibulus mindössze harminc Itáliába visszatérő hajón tudott rajtaütni, amiket dühében legénységestül felgyújtott. Télre súlyosra fordult a helyzete, mert a tenger mindkét partján Caesar volt az úr, így nem tudott kikötni. A hajóin betegség ütötte fel a fejét, aminek ő is áldozatul esett Kr. e. 48 elején Korfu közelében, még a dyrrachiumi csata előtt.

## Családja, utódai
Bibulus egy másik kérlelhetetlen republikánus, Marcus Porcius Cato Uticensis Porcia nevű leányát vette feleségül, akitől három gyermeke született. Kettejük nevét nem ismerjük, de tudjuk róluk, hogy syriai helytartósága alatt, Kr. e. 50-ben Egyiptomban meggyilkolták őket Aulus Gabinius emberei. Valószínűleg a parthusok elleni segítségkérés ügyében voltak Egyiptomban. A bűnösöket VII. Kleopátra elfogta és elküldte a helytartónak, ám az visszaküldte őket, mondván, a senatus dolga ítélkezni felettük. Harmadik fia, Marcus Calpurnius Bibulus a halálakor még viszonylag fiatal volt, és később Marcus Antonius flottaparancsnoka lett.